# Kongeskibet Norge
Kongeskibet Norge blev givet som folkegave til kong Haakon i 1948. Skibet er kongens ejendom, men bliver sejlet af mandskab fra søforsvaret. Skibet bliver primært benyttet i sommerhalvåret.

## Historien bag kongeskibet
Da den danske prins Carl forhandlede med norske diplomater om at lade sig krone som norsk konge, blev han lovet "en yacht udrustet til brug når han måtte ønske", men den norske stats økonomi tillod ikke dette efter unionsopløsningen. Efter kongens eksil under 2. verdenskrig kom spørgsmålet op, og en indsamling til en folkegave blev startet. I juli 1947 blev den britiske motoryacht "Philante" købt for 1,5 millioner norske kroner.
Skibet var bygget af sir Thomas Sopwith, en af Storbritanniens førende flykonstruktører og blev søsat i 1937 som "Philante". Det blev af Sopwith benyttet som moderskib for sejlbåde under hans forsøg på at vinde America's Cup. Da krigen brød ud, blev skibet rekvireret af myndighederne og sejlede som eskortefartøj for den britiske marine.

## KS Norge i dag
Skibet er bemandet med mandskab fra Sjøforsvaret. Total besætning er 18 befalingsmænd og 36 værnepligtige. KS Norge henter hovedparten af sit værnepligtige mandskab fra rekrutskolen KNM Harald Hårfagre i slutningen af februar. Efter oppudsning og træning overtager kongen skibet og åbner sæsonen i maj. Kongeskibet sejler efter kongens behov, som er stærkt knyttet til kongens store sejlerinteresse. Sæsonen afsluttes i september.

## Fakta om KS Norge
- Længde: 80,6 meter
- Bredde: 11,6 meter
- Dybgang: 4,7 meter
- Brutto tonnage: 1625 ton
- Marchfart: 14 knop
- Besætning: 18 befalingsmænd og 36 værnepligtige
- Hjemmehavn: Oslo

| Regnr. | Navn  | Søsat |
| ------ | ----- | ----- |
| A 533  | Norge | 1937  |

## Eksterne link
- KS Norges officielle side Arkiveret 8. oktober 2006 hos  Wayback Machine